# St. Peter und Paul (Bethenhausen)

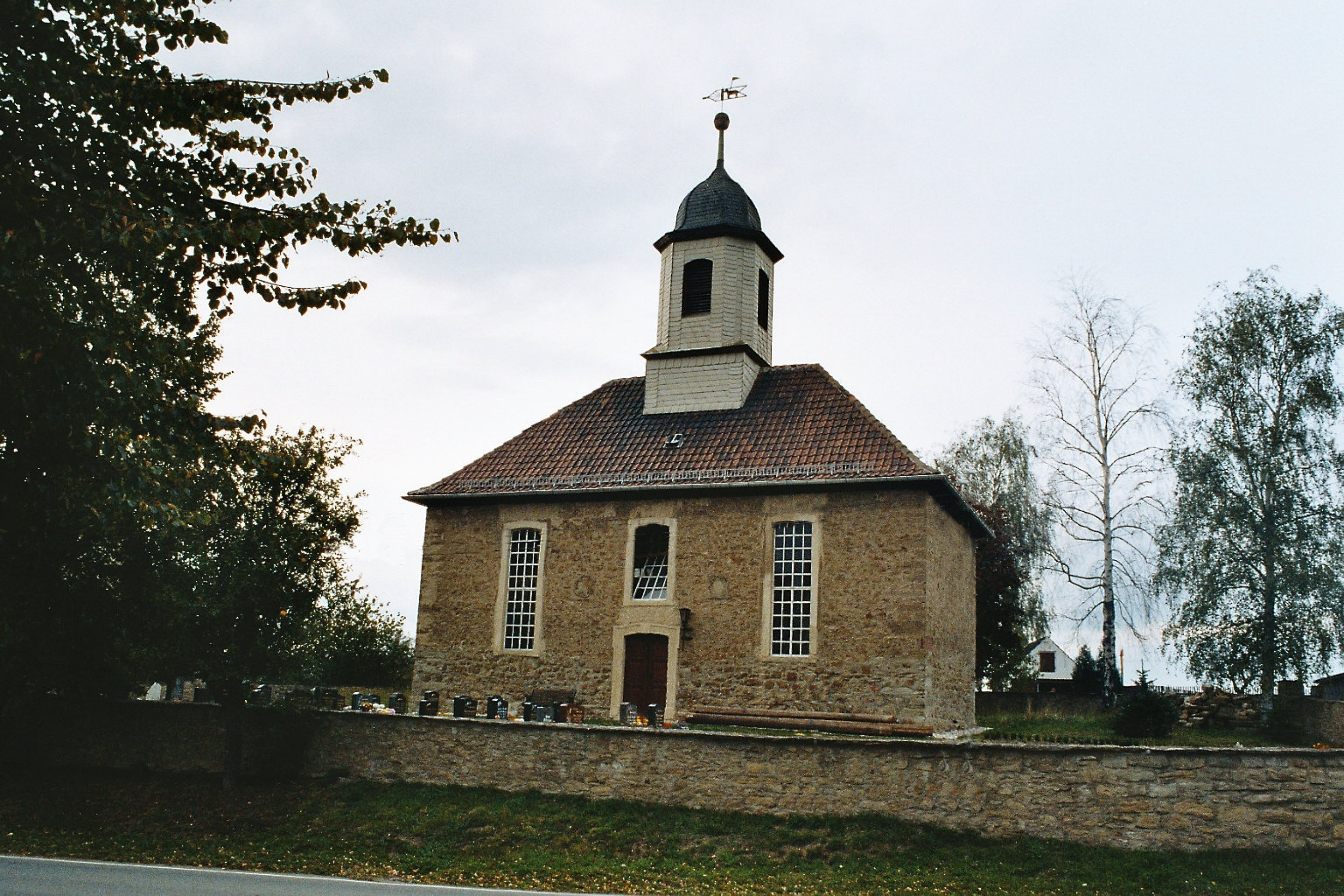
Die Kirche

Die evangelisch-lutherische Dorfkirche St. Peter und Paul steht in der Gemeinde Bethenhausen im Landkreis Greiz in Thüringen. Sie gehört zur Kirchengemeinde Pölzig, Dorna, Röpsen und Roschütz im Kirchenkreis Gera der Evangelischen Kirche in Mitteldeutschland.

## Geschichte
1771 erfolgte der Abbruch der alten Kapelle, über deren Vergangenheit nichts berichtet wurde. Die schlichte kleine Nachfolgerin wurde als Kirche im Jahre 1777 gebaut. Der schon 1722 erbaute Kirchturm mit barocken Triumphbogen wurde mit dem Kirchenschiff umbaut. Die Fenster und Türen wurden rechteckig gestaltet.

## Das Gebäude
Das Kirchenschiff mit Flachdecke und aufgesattelten hohem Dachreiter hat eine Barockhaube. Im Altarraum befindet sich ein abgetrennter kleiner Raum als Gemeindestube.
Diese Kirche ist ein Beispiel für den Verfall Thüringer Gotteshäuser aus vergangenen Zeiten.